# Traskorchestia ochotensis
Traskorchestia ochotensis är en kräftdjursart som först beskrevs av Brandt 1851.  Traskorchestia ochotensis ingår i släktet Traskorchestia och familjen tångloppor. Inga underarter finns listade i Catalogue of Life.